# The Walking Dead: A New Frontier
The Walking Dead: A New Frontier est un jeu vidéo d'aventure développé et édité par Telltale Games, sorti en 2016 sur Windows, PlayStation 4, Xbox One, iOS et Android. En 2020 sort une version pour la Nintendo Switch.
Il s'agit de la troisième saison de la série de Telltale Games adaptée de The Walking Dead.

## Épisodes
La saison 3 du jeu, sortie le 20 décembre 2016 en téléchargement sur PS4, Xbox One, IOS et Android, est composée de 5 épisodes.
Le jeu est sorti en version boîte le 14 février 2017 sur PS4 et Xbox One.
Les cinq épisodes constituants la saison 3, commence à sortir le 20 décembre 2016 en téléchargement.
- Épisode 1 : Ties That Bind - Part I (sortie le 20 décembre 2016)
- Épisode 2 : Ties That Bind - Part II (sortie le 20 décembre 2016)
- Épisode 3 : Above The Law (Sortie le 28 mars 2017)
- Épisode 4 : Thicker Than Water (Sortie le 25 avril 2017)
- Épisode 5 : From The Gallows (Sortie le 30 mai 2017)

## Accueil
- VideoGamer.com : 5/10[1]